# Aschkopfhabicht

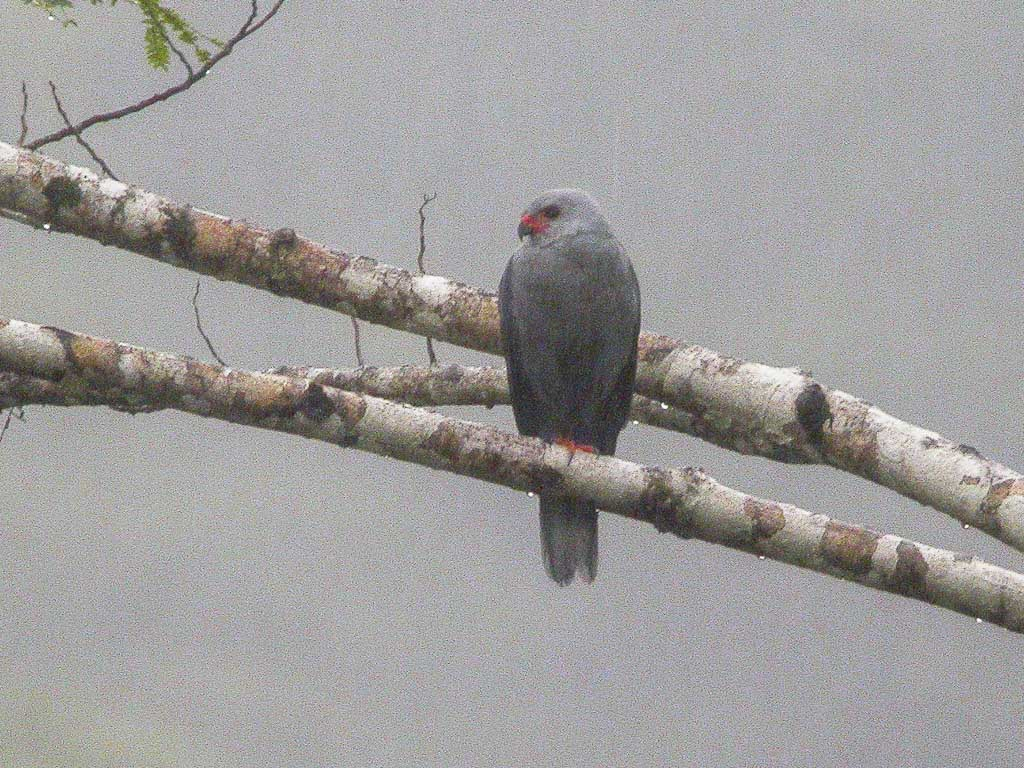
Aschkopfhabicht

Der Aschkopfhabicht (Tachyspiza poliocephala, Synonym: Accipiter poliocephalus) ist ein Greifvogel, der endemisch in Neuguinea und den benachbarten Inseln Saibai in der Torres-Straße vorkommt.
Der Lebensraum umfasst tropischen Regenwald, Waldränder, Galeriewald, Sekundärwald bis 1500 m Höhe.
Der Artzusatz kommt von altgriechisch πολιός poliós, deutsch ‚grau‘ und altgriechisch κεφαλή kephalé, deutsch ‚Kopf‘.

## Merkmale
Dieser Vogel ist 30 bis 38 cm groß, das Männchen wiegt zwischen 180 und 283, das größere Weibchen 225 bis 380 g, die Flügelspannweite beträgt 56 bis 65 cm.
Dieser mittelgroße Habicht hat eine schiefergraue Oberseite, blasser an Kopf, Scheitel und Rumpf, eine weiße Unterseite mit etwas Grau auf der Brust und Schwanzunterseite, spitze Flügel, einen mittellangen Schwanz, eine kräftigen Schnabel und ziemlich lange Beine. Die seltene melanistische Form ist durchgehend schieferschwärzlich.
Die Iris ist dunkelbraun bis purpurbraun, Wachshaut und Schädelbasis sind orange bis rötlich-orange, die Beine sind blass orange bis gelblich-orange.
Jungvögel haben eine bräunliche Iris, gelbe Beine und dunkel bräunliche Oberseite mit gelbbraunen Federrändern, weiße Flecken auf dem Rumpf, kaum erkennbare Bänderung des Schwanzes und grobe Bruststreifen bei ansonsten weißer Unterseite.
Verwechslungsmöglichkeit besteht mit dem Weißbrauenhabicht (Tachyspiza novaehollandiae), der rotbraun auf der Unterseite ist und gelbe Wachshaut und Beine hat, mit dem Schwarzmantelhabicht (Tachyspiza melanochlamys), der schwarz und kastanienbraun gefiedert ist, mit dem Bänderhabicht (Tachyspiza fasciata) und Halsringsperber (Tachyspiza cirrocephalus), die beide rotbraune Bänderung auf der Unterseite aufweisen, sowie dem deutlich größeren, längerflügeligen und schwarz-weiß gefiederten Papuahabicht (Astur meyerianus).
Die Art ist monotypisch.

## Stimme
Der Ruf wird als Folge dünner, hoher Pfeiftöne beschrieben, schneller als andere Vertreter dieser Vogelgruppe in Neuguinea.

## Lebensweise
Die Nahrung besteht vermutlich überwiegend aus Echsen, auch Insekten, Schlangen und anderen Arthropoden. Das Nest wird hoch oben in Bäumen errichtet.

## Gefährdungssituation
Die Art gilt als nicht gefährdet (Least Concern).